# Ortaköy, Çorum
Ortaköy là một huyện thuộc tỉnh Çorum, Thổ Nhĩ Kỳ. Huyện có diện tích 217 km² và dân số thời điểm năm 2007 là 9711 người, mật độ 45 người/km².